# Saussuriet
Saussuriet is een aggregaat dat is gevormd als een hydrothermisch omzettingsproduct van veldspaat uit de reeks plagioklazen. Het lijkt veel op een groene of grijs-groene zoisiet waardoor het wordt gebruikt als vervanging voor jade. Het kan daarvan door de andere brekingsindex en met behulp van röntgendiffractie worden onderscheiden.
Saussuriet wordt niet als een echt mineraal beschouwd, omdat het een microscopisch mengsel van verschillende andere mineralen is, zoals zoisiet, epidoot, sericiet, albiet of andere veldspaten, waar veel natrium in voorkomt, met mogelijk scapoliet. 
Het wordt alleen in de zware-mineraalanalyse als een apart mineraal onderscheiden en staat daarom in het zware-mineraaldiagram. Bij verwering ontstaat alteriet. Het onderscheid met saussuriet is niet altijd gemakkelijk en daarom zijn zij in de zware-mineraalanalyse ook wel samengenomen.
Saussuriet en alteriet zijn kenmerkend in de Rijnzanden. Het wordt een belangrijk mineraal in de associaties van de Rijn als gevolg van de stroomonthoofding van de Aare door de Rijn tijdens het vroege Midden-Pleistoceen.
Het is naar de Zwitserse ontdekkingsreiziger Horace-Bénédict de Saussure genoemd, die het op de hellingen van de Mont Blanc heeft ontdekt. 